# Královna (film, 2006)
Královna (anglicky The Queen) je britský životopisný film, který roku 2006 natočil režisér Stephen Frears podle scénáře Petera Morgana; hlavní roli ztvárnila Helen Mirrenová. Snímek zachycuje první týden po smrti princezny Diany. Scénář byl vytvořen za pomoci lidí blízkých královskému paláci, ale také tehdejšímu premiérovi Tonymu Blairovi. Hrané pasáže doplňují reálné záběry pocházející z doby, kterou film zaznamenává.

## Děj filmu
Začátek děje je zasazen do 31. srpna 1997, kdy po automobilové nehodě v Paříži umírá princezna Diana. Královská rodina v tu dobu pobývá na svém letním sídle v Balmoralu ve Skotsku a události nepřikládá národní význam; považuje ji za ryze soukromou. Opaku si je však vědom premiér Tony Blair, jenž se snaží přesvědčit královnu k návratu do Londýna a vyvěšení vlajky na půl žerdi nad Buckinghamským palácem. To ovšem královna, podporovaná svým manželem princem Philipem a svojí matkou, zatvrzele odmítá. Atmosféra mezi lidmi v Londýně mezitím houstne a ozývají se hlasy volající po zrušení monarchie a nastolení republiky. K těmto lidem se přidává i premiérova manželka Cherie Blairová a někteří premiérovi poradci. Ačkoliv se premiér snaží situaci zklidnit, což mu přináší větší popularitu, nevraživost vůči královské rodině sílí. Královně nakonec nezbývá nic jiného než se vrátit do Londýna a zúčastnit se veřejného pohřbu princezny a veřejně vystoupit v televizi. Krátce předtím dokonce uvažuje o abdikaci, ale to jí královna matka rozmluví.

## Hrají
| Helen Mirrenová     | královna Alžběta II.                |
| Michael Sheen       | premiér Tony Blair                  |
| James Cromwell      | princ Philip, vévoda z Edinburghu   |
| Helen McCroryová    | premiérova manželka Cherie Blairová |
| Alex Jennings       | princ Charles                       |
| Sylvia Syms         | Královna matka                      |
| Tim McMullan        | Stephen Lamport                     |
| Mark Bazeley        | Alastair Campbell                   |
| Douglas Reith       | Lord Airlmie                        |
| Robin Soans         | Equerry                             |
| Earl Cameron        | malíř                               |
| Anthony Debaeck     | kněz                                |
| Trevor McDonald     | on sám                              |
| Martyn Lewis        | on sám                              |
| Nicholas Owen       | on sám                              |
| Jake Taylor Shantos | princ William, vévoda z Cambridge   |
| Dash Barber         | princ Henry z Walesu                |
| Laurence Burg       | princezna Diana                     |
| Michel Gay          | Dodi Fayed                          |

## Zajímavosti
- Michael Sheen nehrál v roli Tonyho Blaira poprvé. V roce 2003 tuto postavu vytvořil v televizním filmu The Deal.
- Na zdi premiérovy pracovny byla zavěšena elektrická kytara; ta odkazuje na jeho mládí, kdy vystupoval v rockové kapele.
- Královna Alžběta II. odmítla film zhlédnout, protože nechtěla vidět, jak ji někdo hraje v nejhorším týdnu jejího života.
- Královnu matku měla původně hrát Joan Plowright.

## Ocenění a nominace
| Ocenění                                            | Kategorie                                           | Nominovaný                                     | Výsledek  |
| -------------------------------------------------- | --------------------------------------------------- | ---------------------------------------------- | --------- |
| African-American Film Critics Association Awards   | nejlepší ženský herecký výkon v hlavní roli         | Helen Mirrenová                                | vítězství |
| Alliance of Women Film Journalists Awards          | Nejlepší film                                       |                                                | nominace  |
| Alliance of Women Film Journalists Awards          | Nejlepší drama o ženě nebo natočené ženou           |                                                | nominace  |
| Alliance of Women Film Journalists Awards          | nejlepší ženský herecký výkon v hlavní roli (drama) | Helen Mirrenová                                | vítězství |
| American Cinema Editors Awards                     | nejlepší střih – film (drama)                       | Lucia Zucchetti                                | nominace  |
| Art Directors Guild Awards                         | nejlepší výprava (současný film)                    |                                                | nominace  |
| Austin Film Critics Association Awards             | nejlepší film                                       |                                                | 7. místo  |
| Boston Society of Film Critics Awards              | nejlepší scénář                                     | Peter Morgan                                   | nominace  |
| Boston Society of Film Critics Awards              | nejlepší ženský herecký výkon v hlavní roli         | Helen Mirrenová                                | vítězství |
| Boston Society of Film Critics Awards              | nejlepší mužský herecký výkon ve vedlejší roli      | Michael Sheen                                  | nominace  |
| British Independent Film Awards                    | nejlepší britský nezávislý film                     |                                                | nominace  |
| British Independent Film Awards                    | Nejlepší režisér                                    | Stephen Frears                                 | nominace  |
| British Independent Film Awards                    | nejlepší scénář                                     | Peter Morgan                                   | vítězství |
| British Independent Film Awards                    | nejlepší ženský herecký výkon v hlavní roli         | Helen Mirrenová                                | nominace  |
| British Independent Film Awards                    | nejlepší technické ocenění                          | Alan Macdonald (výprava)                       | nominace  |
| British Independent Film Awards                    | nejlepší technické ocenění                          | Daniel Phillips (masky)                        | nominace  |
| Critics' Choice Movie Awards                       | nejlepší film                                       |                                                | nominace  |
| Critics' Choice Movie Awards                       | nejlepší ženský herecký výkon v hlavní roli         | Helen Mirrenová                                | vítězství |
| Critics' Choice Movie Awards                       | Nejlepší režisér                                    | Stephen Frears                                 | nominace  |
| Critics' Choice Movie Awards                       | nejlepší scénář                                     | Peter Morgan                                   | nominace  |
| Central Ohio Film Critics Association Awards       | nejlepší ženský herecký výkon v hlavní roli         | Helen Mirrenová                                | vítězství |
| British Independent Film Awards                    | Nejlepší britský nezávislý film                     |                                                | nominace  |
| British Independent Film Awards                    | Nejlepší režisér                                    | Stephen Frears                                 | nominace  |
| British Independent Film Awards                    | nejlepší ženský herecký výkon v hlavní roli         | Helen Mirrenová                                | nominace  |
| British Independent Film Awards                    | Nejlepší scénář                                     | Peter Morgan                                   | vítězství |
| British Independent Film Awards                    | Nejlepší technické ocenění - produkční návrh        | Alan MacDoanld                                 | nominace  |
| British Independent Film Awards                    | Nejlepší technické ocenění - masky                  | Daniel Phillips                                | nominace  |
| Benátský filmový festival                          | nejlepší ženský herecký výkon v hlavní roli         | Helen Mirrenová                                | vítězství |
| Benátský filmový festival                          | Nejlepší scénář                                     | Peter Morgan                                   | vítězství |
| Benátský filmový festival                          | Zlatý lev                                           |                                                | nominace  |
| Donatellův David                                   | nejlepší evropský film                              |                                                | nominace  |
| Directors Guild of America Awards                  | Nejlepší filmová režie                              | Stephen Frears                                 | nominace  |
| Dallas-Fort Worth Film Critics Association Awards  | nejlepší film                                       |                                                | nominace  |
| Dallas-Fort Worth Film Critics Association Awards  | nejlepší režie                                      | Stephen Frears                                 | nominace  |
| Dallas-Fort Worth Film Critics Association Awards  | nejlepší ženský herecký výkon v hlavní roli         | Helen Mirrenová                                | vítězství |
| Dallas-Fort Worth Film Critics Association Awards  | nejlepší mužský herecký výkon ve vedlejší roli      | Michael Sheen                                  | nominace  |
| Filmové ceny Britské akademie                      | nejlepší film                                       |                                                | vítězství |
| Filmové ceny Britské akademie                      | nejlepší ženský herecký výkon v hlavní roli         | Helen Mirrenová                                | vítězství |
| Filmové ceny Britské akademie                      | Nejlepší britský film                               |                                                | nominace  |
| Filmové ceny Britské akademie                      | Nejlepší režie                                      | Stephen Frears                                 | nominace  |
| Filmové ceny Britské akademie                      | nejlepší mužský herecký výkon ve vedlejší roli      | Michael Sheen                                  | nominace  |
| Filmové ceny Britské akademie                      | Nejlepší původní scénář                             | Peter Morgan                                   | nominace  |
| Filmové ceny Britské akademie                      | Nejlepší hudba                                      | Alexandre Desplat                              | nominace  |
| Filmové ceny Britské akademie                      | Nejlepší střih                                      | Lucia Zucchetti                                | nominace  |
| Filmové ceny Britské akademie                      | Nejlepší kostýmní návrhy                            | Consolata Boyle                                | nominace  |
| Filmové ceny Britské akademie                      | Nejlepší masky                                      | Daniel Phillipps                               | nominace  |
| Florida Film Critics Circle Awards                 | nejlepší ženský herecký výkon v hlavní roli         | Helen Mirrenová                                | vítězství |
| Chicago Film Critics Association Awards            | nejlepší film                                       |                                                | nominace  |
| Chicago Film Critics Association Awards            | nejlepší režie                                      | Stephen Frears                                 | nominace  |
| Chicago Film Critics Association Awards            | nejlepší původní scénář                             | Peter Morgan                                   | vítězství |
| Chicago Film Critics Association Awards            | nejlepší ženský herecký výkon v hlavní roli         | Helen Mirrenová                                | vítězství |
| Chicago Film Critics Association Awards            | nejlepší mužský herecký výkon ve vedlejší roli      | Michael Sheen                                  | nominace  |
| Chicago Film Critics Association Awards            | nejlepší skladatel                                  | Alexandre Desplat                              | nominace  |
| Kansas City Film Critics Circle Awards             | nejlepší ženský herecký výkon v hlavní roli         | Helen Mirrenová                                | vítězství |
| Kansas City Film Critics Circle Awards             | nejlepší mužský herecký výkon ve vedlejší roli      | Michael Sheen                                  | vítězství |
| Mezinárodní filmový festival v Chicagu             | Ocenění publika                                     | Stephen Frears                                 | vítězství |
| Las Vegas Film Critics Society Awards              | nejlepší film                                       |                                                | 7. místo  |
| Las Vegas Film Critics Society Awards              | nejlepší ženský herecký výkon v hlavní roli         | Helen Mirrenová                                | vítězství |
| London Critics Circle Film Awards                  | nejlepší film                                       |                                                | nominace  |
| London Critics Circle Film Awards                  | nejlepší britský film                               |                                                | vítězství |
| London Critics Circle Film Awards                  | Nejlepší režie                                      | Stephen Frears                                 | vítězství |
| London Critics Circle Film Awards                  | Nejlepší scénář                                     | Peter Morgan                                   | vítězství |
| London Critics Circle Film Awards                  | nejlepší ženský herecký výkon v hlavní roli         | Helen Mirrenová                                | vítězství |
| London Critics Circle Film Awards                  | herečka roku                                        | Helen Mirrenová                                | nominace  |
| London Critics Circle Film Awards                  | nejlepší ženský herecký výkon ve vedlejší roli      | Helen McCroryová                               | nominace  |
| Los Angeles Film Critics Association Awards        | nejlepší ženský herecký výkon v hlavní roli         | Helen Mirrenová                                | vítězství |
| Los Angeles Film Critics Association Awards        | nejlepší mužský herecký výkon ve vedlejší roli      | Michael Sheen                                  | vítězství |
| Los Angeles Film Critics Association Awards        | Nejlepší scénář                                     | Peter Morgan                                   | vítězství |
| Los Angeles Film Critics Association Awards        | Nejlepší hudba                                      | Alexandre Desplat                              | vítězství |
| Los Angeles Film Critics Association Awards        | Nejlepší film                                       |                                                | 2. místo  |
| New York Film Critics Circle Awards                | nejlepší ženský herecký výkon v hlavní roli         | Helen Mirrenová                                | vítězství |
| New York Film Critics Circle Awards                | Nejlepší scénář                                     | Peter Morgan                                   | vítězství |
| New York Film Critics Online Awards                | Nejlepší film                                       |                                                | vítězství |
| New York Film Critics Online Awards                | nejlepších deset filmů roku                         |                                                | vítězství |
| New York Film Critics Online Awards                | Nejlepší režie                                      | Stephen Frears                                 | vítězství |
| New York Film Critics Online Awards                | Nejlepší scénář                                     | Peter Morgan                                   | vítězství |
| New York Film Critics Online Awards                | Nejlepší ženský herecký výkon v hlavní roli         | Helen Mirrenová                                | vítězství |
| New York Film Critics Online Awards                | nejlepší mužský herecký výkon ve vedlejší roli      | Michael Sheen                                  | vítězství |
| National Society of Film Critics Awards            | Nejlepší herečka v hlavní roli                      | Helen Mirrenová                                | vítězství |
| National Society of Film Critics Awards            | Nejlepší scénář                                     | Peter Morgan                                   | vítězství |
| National Board of Review                           | nejlepší ženský herecký výkon v hlavní roli         | Helen Mirrenová                                | vítězství |
| Oklahoma Film Critics Circle Awards                | nejlepších deset filmů roku                         |                                                | vítězství |
| Oklahoma Film Critics Circle Awards                | nejlepší ženský herecký výkon v hlavní roli         | Helen Mirrenová                                | vítězství |
| Oscar                                              | Nejlepší film                                       |                                                | vítězství |
| Oscar                                              | Nejlepší ženský herecký výkon v hlavní roli         | Helen Mirrenová                                | nominace  |
| Oscar                                              | Nejlepší režie                                      | Stephen Frears                                 | nominace  |
| Oscar                                              | Nejlepší původní scénář                             | Peter Morgan                                   | nominace  |
| Oscar                                              | Nejlepší hudbu                                      | Alexandre Desplat                              | nominace  |
| Oscar                                              | Nejlepší kostýmy                                    | Connsolata Boyle                               | nominace  |
| Phoenix Film Critics Society Awards                | nejlepší ženský herecký výkon v hlavní roli         | Helen Mirrenová                                | vítězství |
| Producers Guild of America Awards                  | nejlepší producent – film                           | Andy Harries, Christine Langan, Tracey Seaward | nominace  |
| San Diego Film Critics Society Awards              | nejlepší ženský herecký výkon v hlavní roli         | Helen Mirrenová                                | vítězství |
| San Francisco Film Critics Circle Awards           | nejlepší ženský herecký výkon v hlavní roli         | Helen Mirrenová                                | vítězství |
| Screen Actors Guild Awards                         | nejlepší ženský herecký výkon v hlavní roli         | Helen Mirrenová                                | vítězství |
| Satellite Awards                                   | Nejlepší film (drama)                               |                                                | nominace  |
| Satellite Awards                                   | nejlepší ženský herecký výkon v hlavní roli (drama) | Helen Mirrenová                                | vítězství |
| Satellite Awards                                   | Nejlepší režisér                                    | Stephen Frears                                 | nominace  |
| Satellite Awards                                   | Nejlepší původní scénář                             | Peter Morgan                                   | nominace  |
| Southeastern Film Critics Association Awards       | nejlepší film                                       |                                                | 3. místo  |
| Southeastern Film Critics Association Awards       | nejlepší ženský herecký výkon v hlavní roli         | Helen Mirrenová                                | vítězství |
| St. Louis Film Critics Association Awards          | nejlepší film                                       |                                                | nominace  |
| St. Louis Film Critics Association Awards          | nejlepší režie                                      | Stephen Frears                                 | nominace  |
| St. Louis Film Critics Association Awards          | nejlepší scénář                                     | Peter Morgan                                   | vítězství |
| St. Louis Film Critics Association Awards          | nejlepší ženský herecký výkon v hlavní roli         | Helen Mirrenová                                | vítězství |
| Toronto Film Critics Association Awards            | nejlepší film                                       |                                                | vítězství |
| Toronto Film Critics Association Awards            | nejlepší ženský herecký výkon v hlavní roli         | Helen Mirrenová                                | vítězství |
| Toronto Film Critics Association Awards            | nejlepší mužský herecký výkon ve vedlejší roli      | Michael Sheen                                  | vítězství |
| Toronto Film Critics Association Awards            | Nejlepší režie                                      | Stephen Frears                                 | vítězství |
| Toronto Film Critics Association Awards            | nejlepší scénář                                     | Peter Morgan                                   | vítězství |
| Utah Film Critics Association Awards               | nejlepší ženský herecký výkon v hlavní roli         | Helen Mirrenová                                | vítězství |
| Utah Film Critics Association Awards               | nejlepší mužský herecký výkon ve vedlejší roli      | Michael Sheen                                  | vítězství |
| Vancouver Film Critics Circle Awards               | nejlepší ženský herecký výkon v hlavní roli         | Helen Mirrenová                                | vítězství |
| Washington DC Area Film Critics Association Awards | nejlepší ženský herecký výkon v hlavní roli         | Helen Mirrenová                                | vítězství |
| Women Film Critics Circle Awards                   | nejlepší film o ženě                                |                                                | vítězství |
| Women Film Critics Circle Awards                   | nejlepší ženský herecký výkon v hlavní roli         | Helen Mirrenová                                | vítězství |
| Writers Guild of America Awards                    | Nejlepší scénář                                     | Peter Morgan                                   | nominace  |
| Zlatý glóbus                                       | Nejlepší ženský herecký výkon (drama)               | Helen Mirrenová                                | vítězství |
| Zlatý glóbus                                       | Nejlepší scénář                                     | Peter Morgan                                   | vítězství |
| Zlatý glóbus                                       | Nejlepší film (drama)                               |                                                | nominace  |
| Zlatý glóbus                                       | Nejlepší režie                                      | Stephen Frears                                 | nominace  |